# Яніс Рукс
Яніс Рукс (латис. Jānis Ruks; нар. 2 січня 1963) — латвійський лісівник і політик, депутат Сейму 12-го скликання. Зараз він є членом ради Адажинського краю, членом Центральної земельної комісії, членом правління мисливського товариства Вецмур’яну та членом правління мисливського товариства «Лавері».
Закінчив лісівничий факультет Латвійського сільськогосподарського університету. Працював на посаді керівника лісового відділу АТ Latvijas Valsts meži.

## Політична діяльність
На виборах до місцевих органів влади 2009 року Яніс Рукс обраний до ради Адажуського повіту від партії «Ризька асоціація повіту», а на виборах до місцевих органів влади 2013 р. від партії «Альянс регіонів», у яку трансформувалася попередня політична сила.
У 2014 році Яніс Рукс обраний до Сейму 12-го скликання від Об'єднання регіонів Латвії. Працював у парламенті як член Комісії з питань оборони, внутрішніх справ та запобігання корупції, Комісії з питань сталого розвитку, Комісії з питань національної безпеки та Слідчої комісії Верховної Ради, підкомітету з питань спорту Комісії з питань освіти, культури і науки та з питань довкілля та клімату, політичного підкомітету Комісії з питань національної економіки, аграрної, екологічної та регіональної політики.
Також балотувався на виборах Сейму 13-го скликання, проте не був обраний.
На виборах до місцевих органів влади 2021 року він невдало балотувався на місце в раді Адажинського краю від Об'єднання регіонів Латвії, але 1 листопада 2022 року виграв місце депутата місцевого уряду, замінивши обрану до Сейму 14-го скликання голову міської ради Марі Спринджуку.